# Ljubače
Ljubače (en cyrillique : Љубаче) est un village de Bosnie-Herzégovine. Il est situé sur le territoire de la Ville de Tuzla, dans le canton de Tuzla et dans la fédération de Bosnie-et-Herzégovine. Selon les premiers résultats du recensement bosnien de 2013, il compte 1 064 habitants.

## Géographie
Le village est situé à proximité du lac de Modrac.

## Démographie

### Évolution historique de la population dans la localité
| 1948 | 1953 | 1961 | 1971  | 1981  | 1991  | 2013  |
| ---- | ---- | ---- | ----- | ----- | ----- | ----- |
| -    | -    | 838  | 1 005 | 1 019 | 1 053 | 1 064 |

|  |

### Communauté locale
En 1991, la communauté locale de Ljubače comptait 1 448 habitants, répartis de la manière suivante :